# Ruger No. 1

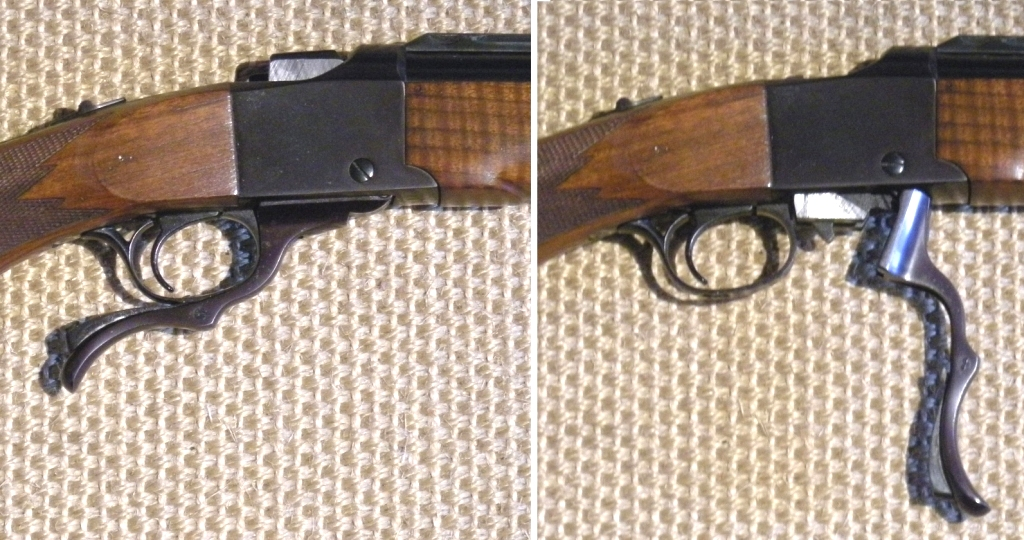
Cerrojo cerrado y abierto del Ruger No.1

El Ruger No. 1 es un fusil monotiro de cerrojo levadizo tipo Farquharson, diseñado y producido por Sturm, Ruger & Co. desde 1967. Una palanca que va sobre el guardamonte hace descender el cerrojo para cargar el fusil, además de amartillarlo. Lenard Brownell, comentando sobre su trabajo en Ruger, dijo sobre el No. 1: "Nunca hubo alguna duda sobre la fuerza del mecanismo. Recuedo, cuando lo probaba, cuantos problemas tuve tratando de despedazarlo. De hecho, nunca logré reventar uno".
Un seguro tipo escopeta en la empuñadura bloquea el martillo y la barra de transferencia. Está disponible con guardamanos tipo Alexander Henry, cola de castor o Mannlicher, así como en una variedad de calibres. 

## Cartuchos disponibles
Durante los años, el Ruger No.1 ha sido calibrado para muchos cartuchos diferentes, incluyendo:
- .204 Ruger
- .22 Hornet
- .218 Bee
- .220 Swift
- .222 Remington
- .223 Remington
- .22 PPC
- .22-250 Remington
- .220 Swift

- 6mm PPC
- 6mm Remington
- 6,5 mm Creedmoor
- .243 Winchester
- .257 Roberts
- .25-06 Remington
- .257 Weatherby Magnum
- .264 Winchester Magnum
- .270 Winchester
- .270 Weatherby Magnum
- 6.5mm Remington
- 6,5 x 55
- 6.5-284 Norma

- 7 x 57 Mauser
- 7mm-08 Remington
- .280 Remington
- .280 AI
- 7 mm Remington Magnum
- 7mm Shooting Times Westerner
- 7,62 x 39
- .308 Winchester
- .30-30 Winchester
- .30-40 Krag
- .30-06 Springfield
- .303 British
- .300 Winchester Magnum
- .300 Holland & Holland Magnum
- .300 Weatherby Magnum

- .338 Winchester Magnum
- .35 Whelen
- .357 Magnum
- .375 Holland & Holland Magnum
- .375 Ruger
- .38-55 Winchester
- .404 Jeffery
- .405 Winchester
- .416 Remington Magnum
- .416 Ruger
- .416 Rigby
- .44 Remington Magnum
- .450 Bushmaster
- 9,3 x 74 R
- .45-70 Government
- .458 Winchester Magnum
- .458 Lott
- .454 Casull
- 9,3 x 62
- .450 Nitro Express
- .450/400 Nitro Express.[5][6]
- .460 S&W Magnum
- .475 Linebaugh
- .480 Ruger